# Vicq-Exemplet
Vicq-Exemplet település Franciaországban, Indre megyében. Lakosainak száma 321 fő (2022. január 1.). Vicq-Exemplet Beddes, Châteaumeillant, Maisonnais, Rezay, Montlevicq, Néret, Saint-Christophe-en-Boucherie és Thevet-Saint-Julien községekkel határos.

## Népesség
A település népessége az elmúlt években az alábbi módon változott:
| Lakosok száma | 566  | 424  | 369  | 337  | 322  | 318  | 319  | 317  | 315  | 321  |
|               | 1968 | 1982 | 1990 | 2006 | 2013 | 2015 | 2017 | 2019 | 2020 | 2022 |